# Cantone di Monteux
Il Cantone di Monteux è una divisione amministrativa dell'Arrondissement di Carpentras.
È stato istituito a seguito della riforma dei cantoni del 2014, che è entrata in vigore con le elezioni dipartimentali del 2015.

## Composizione
Comprende i comuni di:
- Althen-des-Paluds
- Beaumes-de-Venise
- Caromb
- Entraigues-sur-la-Sorgue
- Monteux
- Saint-Hippolyte-le-Graveyron
- Sarrians